# 波萨尔德斯
波萨尔德斯，是西班牙卡斯蒂利亚-莱昂巴利亚多利德省的一个市镇。总面积28平方公里，
2001年普查人口總數為504人，人口密度為每平方公里18人。